# Giancarlo Pallavicini (economista)
Giancarlo Pallavicini (Desio, 12 febbraio 1931) è un economista italiano, consigliere del governo sovietico ai tempi della perestrojka di Gorbačëv e membro dell'Accademia russa delle scienze. Negli anni cinquanta elaborò i primi concetti di "marketing" e negli anni 1960 definì il "Metodo della scomposizione dei parametri", che elaborava i fondamenti della responsabilità sociale d'impresa.

## Biografia
Dagli anni Cinquanta ai Settanta è attivo in Banca Cariplo e come docente universitario, scrittore di economia e giornalista editorialista de Il Sole, poi Il Sole 24 Ore; negli Ottanta viene nominato amministratore di istituzioni finanziarie e consulente di governi, organizzazione delle Nazioni Unite e imprese, per strategia e finanza; negli Novanta e 2000 diviene accademico delle scienze e presidente di organizzazioni internazionali di scienza e cultura.

### Ambito sovietico e russo
All'avvio della perestrojka, su invito del governo sovietico l'attenzione di Giancarlo Pallavicini si rivolge all'area russa.

#### Consulente del governo
A metà degli anni Ottanta il Governo sovietico lo nomina primo consulente occidentale per la perestrojka e successivamente quello della Federazione Russa lo inserisce nel Comitato statale per la riforma dell'economia, data la sua attitudine a coniugare economia e istanze dell'uomo e del suo ambiente culturale, sociale e naturale. In tale veste si oppone all'emanazione di una legge antimonopolio di immediata applicazione e ciò indebolisce la posizione di Gorbačëv, sollecitato a privatizzare da personaggi e gruppi interessati a una facile acquisizione dei mezzi di produzione e delle risorse del Paese, e pertanto influenzerà i successivi sviluppi politici, che con Boris El'cin si riveleranno meno inclini a coniugare libero mercato e attenzione al sociale.

#### Accademico della Scienze
Per il contributo dato alla creazione e all'attività della "Fondazione internazionale Kondrat'ev"-IKF, della quale è vice presidente dal 1992 con Jurij Jacovec mentre Leonid Abalkin era presidente, e per gli studi condotti al "Pitirim Sorokin-Nicolai Kondratieff International Institute" (USA-Federazione Russa), entrambi presso l'Istituto di Economia dell'Accademia delle Scienze, come cofondatore e membro del Comitato scientifico, Giancarlo Pallavicini è il primo scienziato occidentale nominato accademico delle scienze della Federazione Russa, RANS, sezione "Prognosi e cicli dell'economia" nel 1998 e quivi il 5 ottobre 2000, è insignito del titolo di "cavaliere della scienza e dell'arte", riservato agli accademici. Tale riconoscimento consegue anche al ruolo che egli svolge dal 1988 come vice presidente del "Consorzio Capolavori dell'Arte", avente sede in Mosca e San Pietroburgo, cui partecipano l'Accademia delle Scienze e le Università locali, che ha pure promosso e realizzato la catalogazione informatica della nota "Galleria Tret'jakov" di Mosca, grazie anche al contributo dell'italiana Olivetti. È anche docente (Faculty Member) dell'Istituto di Filosofia e Legge della Branca Siberiana dell'Accademia delle Scienze Russa (RAS).

#### Associazione Myr Cultura
Nell'ambito della cultura russa, con gli scrittori italiani Alberto Moravia e Mario Rigoni Stern e con i russi Dmitrij Lichačëv, Sergej Averincev, Nikolaj Samvelian e il metropolita Filarete, è tra i fondatori dell'Associazione Internazionale degli Intellettuali e dei Creativi "Myr Cultura", voluta da Raisa Gorbačëva per riunire l'intelligencija dell'area sovietica, compresa quella emarginata dal regime, e poi estesa a Paesi dell'Europa occidentale e agli Stati Uniti d'America, della quale Giancarlo Pallavicini è presidente dal 1992. Per incarico del Governo russo, nel 1996 "Myr Cultura" incontra l'intelligencija dell'area ex sovietica al Teatro Bol'šoj di Mosca per un comune confronto con il Primo Ministro Viktor Stepanovič Černomyrdin, su "Dominante della cultura nel mondo di oggi: responsabilità di un creativo per il futuro della Russia", che porta ad alcune modifiche legislative.

#### "Manifesto dei Tre"
Con l'accademico pietroburghese Dmitrij Sergeevič Lichačëv, all'epoca massimo esponente della cultura russa, e lo scrittore di origine armena Nicolai Samvelian è redattore e firmatario del Manifesto dei Tre, che viene presentato alla stampa mondiale riunita al Foro Italico di Roma, nell'occasione della visita di Gorbačëv in Italia, come istanza di libertà e integrazione per la cultura sovietica e del mondo, al quale vengono attribuite significative influenze nei successivi sviluppi culturali dell'area sovietica.
Dall'avvio degli anni 2000 è delegato e responsabile CIP - Comitato Interpaese Italia/Russia del "Rotary International", Distretto 2040.

### Ambito italiano
Prima dell'esperienza in Russia Giancarlo Pallavicini si occupa di economia e finanza, prestando particolare attenzione agli aspetti relazionali dell'economia con le altre discipline riguardanti l'uomo e il suo ambiente culturale, sociale e naturale, che rappresentano il leit motiv del suo lavoro. Nel 2016 ha costituito una Fondazione Onlus e un'Associazione Umanitaria e Culturale, aventi sede legale in Bellagio (Como) e sede operativa in Desio (Monza e Brianza), per sostenere le iniziative umanitarie e culturali già realizzate in Italia ed all'estero e condurre studi e ricerche su nuovi modelli di sviluppo dell'economia e della società. A Trequanda (Siena) è esposta la Collezione Archeologica Giancarlo Pallavicini.

#### Enciclopedia Treccani: metodo della scomposizione dei parametri
Nell'Enciclopedia Treccani Giancarlo Pallavicini appare come ideatore, negli anni 1960, di una modalità di calcolo dei risultati non direttamente economici dell'attività d'impresa, il metodo della scomposizione dei parametri, che ha anticipato gli attuali sviluppi della responsabilità sociale d'impresa, come confermato da fonti diverse, i cui concetti sono stati poi ripresi e sviluppati da Robert Edward Freeman in un saggio del 1984 e da altri economisti nel mondo. Vi figura anche come consulente del Governo sovietico, successivamente russo, per la Perestrojka, nonché come accademico delle scienze della Federazione Russa, esponente di istituzioni internazionali di scienza e cultura e quale precursore del "marketing management" e promotore dell'Economia di comunione del Movimento dei focolari su invito di Chiara Lubich.

#### Marketing, grande distribuzione organizzata e forme collettive di garanzia
A Giancarlo Pallavicini è attribuita l'anticipazione, negli anni cinquanta, di concetti di indirizzo dell'attività d'impresa vicini all'attuale Marketing Management, pubblicati in "Banca e ricerche di mercato" nella rivista universitaria "L'Economia", poi ripresi e sviluppati da Philip Kotler in un suo saggio del 1967, e le definizioni che egli formula negli anni 1960 per l'Associazione delle unità della Grande distribuzione organizzata, pubblicate in un testo del 1968, costituiranno un riferimento per la normativa nazionale e per l'indirizzo comunitario. Negli anni 1960 ha contribuito alla definizione e introduzione in Italia delle nuove forme dei Consorzi di garanzia (Confidi), per incarico dell'Ente Regione Lombardia.

#### Economia e finanza
Presso l'Ufficio Studi di "Cariplo" realizza ricerche e studi monografici per poi occuparsi di organizzazione e crediti speciali e infine dirigere il settore Marketing, che lascia nel 1983 all'avvio dello "Studio Pallavicini - Ricerche e metodi" dedito ai sistemi gestionali avanzati ed alla consulenza per strategia e finanza. Assume inoltre la carica di segretario degli organi statutari (Consiglio, Comitato e Assemblea) di "Mediofactoring S.p.A.", del Gruppo Cariplo, e "C.G.M. International S.p.A.", trading di Banca Cariplo, Generali Assicurazioni e Merzario Trasporti. Successivamente segue le iniziative in Italia della Banque Cantonale Vaudoise di Losanna e della Holding Norfinance di Losanna/Ginevra, come Consigliere d'Amministrazione di "Norfinance Italia" di Milano, poi rinominata "Opera Sim", cui partecipa anche "Invesco". All'inizio degli anni 1980 rappresenta il mondo bancario italiano nel direttivo dell'"Associazione Italiana Commercio Mondiale", costituita da Confindustria, Confcommercio, ABI, ACRI. Negli anni 1980 e sino al 1998 è fondatore e Presidente di "Euroconsulting", joint ventures italo-russa in collaborazione con una Prefettura di Mosca per la formazione manageriale e lo sviluppo dello small business, che rappresenta a Mosca categorie imprenditoriali e consorzi all'esportazione italiani.

#### Attività accademica
Nell'ambiente accademico, con Luigi Guatri ed Enzio Cortese Riva Palazzi, negli anni 1960 è ideatore e realizzatore del "Pralt" - Organismo di ricerca tra l'Università commerciale Luigi Bocconi e il "Centro Studi e Documentazione delle Comunità Europee" - e, negli anni 1970, con lo stesso Guatri e Aldo Spranzi, partecipa alla creazione del "Cescom", Centro studi sul commercio dell'Università Bocconi, ed è coordinatore di ricerche condotte dall'Università Bocconi con l'Università Cattolica di Milano, per incarico dell'Ente Regione Lombardia. Nel dicembre 1976 il Comitato Esecutivo della "SDA Bocconi School of Management", lo nomina docente di "Economia della distribuzione commerciale" del programma Master. Negli anni 1980, agli albori della Perestrojka, presso il "CREA" - Centro Ricerche Economico Aziendali dell'Università commerciale Luigi Bocconi, per il quale cura l'avvio e dirige la Sezione per l'economia dei beni culturali e dell'ambiente, presenta Abel Aganbegjan, accademico russo, architetto della Perestrojka e autore del volume "La Perestroika nell'economia" edito da Rizzoli. In prosieguo collabora all'avvio delle iniziative in Russia della "SDA Bocconi School of Management", per la Scuola di Management di San Pietroburgo e per i corsi universitari di Mosca.
Negli anni 1970 e 1980 partecipa a Commissioni governative, anche come esponente della "Conferenza dei Rettori Europei", e presso il Ministero degli Esteri contribuisce alla stesura del "Protocollo di Accordo Culturale Italia/URSS".

#### Onde di Kondratiev, responsabilità sociale d'impresa e globalizzazione
Giancarlo Pallavicini, nell'ambito di comitati scientifici di organismi di studi e ricerche in Italia e all'estero cui partecipa, è tuttora impegnato nell'approfondimento dei cicli lunghi dell'economia-"Onde di Kondratiev", dei nuovi modelli per la valutazione della RSI - Responsabilità Sociale d'impresa / CSR - Corporale Social Responsibility e della "globalizzazione" dell'economia e della finanza, sulla quale, negli anni 1990 e 2000, è relatore in diverse aree, tra le quali L'Avana, Città del Vaticano, Mosca / San Pietroburgo e Giacarta, proponendo anche il Metodo della scomposizione dei parametri e, nel primo trimestre 2009, a Francoforte sul Meno, Milano, Brescia, Rovigo e Lonato sul Garda, nonché nel 2013 a Roma e Padova, nel 2014 a Roma, nel 2015 a Milano Expo, nel 2016 a Montepulciano (Siena), nel 2017 a Brescia e Torino, e nel 2018 a Rovato.

#### Economia di Comunione del Movimento dei Focolari di Chiara Lubich
Per incarico di Chiara Lubich, fondatrice del Movimento dei focolari, e partendo dai principi ispiratori del suo "Metodo della scomposizione dei parametri", ha fornito i fondamenti tecnici dell'Economia di comunione, avviata in Brasile nel 1991, della quale è fautore e divulgatore, segnatamente in testi pubblicati e in conferenze presso istituzioni scientifiche e culturali estere.

### Ambito internazionale
È stato invitato e ha partecipato a eventi scientifici e culturali, anche come main speaker, in numerosi Paesi di vari Continenti. Tra le sue relazioni:  "I limiti ambientali dell'agire economico", in ONU/Unesco, Terzo Congresso Mondiale Zeri, Jakarta, 1997; "La nuova era globale suggerisce una verifica dell'economia e della finanza nella dottrina e nella prassi”, Fondazione Vaticana Centesimus Annus-Pro Pontificie, Convegno internazionale "Etica e Finanza", Città del Vaticano, 2000; "Sirven nuevos mensajes y reglas a la globalizacion", in III Encuentro Internacional de econonistas, "Globalizacion y problemas del desarrollo", La Habana, 2000: "The limits of the Russian way to the market and of globalization of the economy", in "Return of Pitirim Sorokin", Edited by S.Kravchenko and N.Pokrovsky, Mosca, 2001, da pag.194; "Libertà e Responsabilità: un paradigma strategico nell'era globale", in "Evoluzione e prospettive delle trasformazioni sociali", V Conferenza Scientifica Internazionale Kondratiev, San Pietroburgo, 2004; "A revieux of current economic and financial doctrine and pratice", Shiller Institute Conference, "Rebuilding the World Economy after the Sistemic Crisis", Frankfurt area, 21,22 February 2009, organizzata dallo Schiller Institute, in qualità di membro dell'Accademia Russia delle Scienze ; "Il bello della perrestroika e tutto svanito?", in "Incontro di fine estate", Banque Cramer, Lugano, 8 settembre 2021.

### Fondazione Giancarlo Pallavicini Onlus Umanitaria e Culturale
A partire dagli anni 2016 promuove e presiede l'attività umanitaria e culturale della Fondazione Onlus che porta il suo nome e della connessa Associazione Umanitaria e Culturale.

## Onorificenze
- Diploma "Ragione, Valore, Onore", dell'Accademia delle Scienze della Federazione Russa (Rans), Mosca 2000
- Cavaliere delle Scienze e delle Arti, riservato agli Accademici delle Scienze, Risoluzione del Presidium n. 129, Mosca 5 dicembre 2000
- Gold Medal by International N.D. Kondratiev Foundation, Moscow, 1998
- Distintivo d'oro della Cassa di Risparmio delle Provincie Lombarde, Milano, 1981
- Honor Medal by Ordine Regionale dei Giornalisti per attività 1965- 2015, Milano, 2015
- Menzione Speciale "Rosa Camuna 2018" dell'Ente Regione Lombardia, 2018
- Menzione Speciale "Premio Beato Talamoni" della Provincia di Monza e Brianza, 2020

## Opere
- "Banche e ricerche di mercato", in "L'Economia", Libera Università Internazionale degli Studi Sociali, Roma, novembre 1959
- "L'Industria petrolifera", numero speciale di "Notizie sui mercati", Cassa di Risparmio delle Provincie Lombarde, Milano, anni 1960
- "Le regole di concorrenza nel trattato istitutivo della C.E.E. nei loro riflessi sull'industria petrolifera", eBook, pag. 127/139, Estratto da "Economia Internazionale delle Fonti di energia", Università Bocconi-Iefe, Giuffré Editore, Milano, Anno IV, n. 6/1960 -
- "La tutela della libertà di concorrenza", in Atti ufficiali della Table Ronde, Centro Internazionale di Studi e Documentazione sulle Comunità Europee, Giuffrè Editore, Milano, 1961, da pag. 188
- "L'industria delle calzature di fronte al Mercato Comune", eBook, pag. 127/139, Estratto da "Atti del Convegno sui problemi delle industrie minori", Editore S.n.t., Milano, 22 gennaio 1961
- "L'armonizzazione fiscale nella C.E.E. con particolare riferimento all'imposta sulla cifra d'affari", Documento di lavoro - Centro Internazionale di Studi e Documentazione sulle Comunità Europee, Giuffré, Milano, 1964
- "L'Industria petrolifera nei cento anni della sua storia", in Armando Sapori-Giancarlo Pallavicini, "Lineamenti di un secolo di economia", Multa Paucis, Varese, 1968, da pag.25
- "Strutture integrate nel sistema distributivo italiano", Giuffré Editore, Milano, 1968, pagg. VIII/351
- "Forme collettive di garanzia", in "Atti del seminario sui problemi delle piccole e medie industrie", Assessorato Industria e Commercio - Regione Lombardia, Monza, Villa Reale, maggio 1971
- "Rapporto sulla distribuzione commerciale in Lombardia", Quaderni dell'Industria e del Commercio, Ente Regione Lombardia, Vol. 1º, Milano, 1974, redatto da Giancarlo Pallavicini, in applicazione di una sua metodologia di ricerca e come coordinatore del gruppo di lavoro
- "Rapporto di sintesi sul compimento della ricerca", in "Struttura distributiva al dettaglio e Servizi collettivi in Lombardia", Ente Regione, Milano, 1979, a conclusione di una ricerca coordinata da Giancarlo Pallavicini tra Università commerciale Luigi Bocconi e Università Cattolica, come da delibera della Giunta Regionale del 29 ottobre 1974
- "Il Credito Industriale", in "Finanziamenti d'Impresa", Federazione delle Casse di Risparmio degli Abruzzi e del Molise, 1981, da pag.178
- "Finanziamento dei programmi energetici", in "Autogenerazione e cogenerazione", Comitato costruttori gruppi elettrogeni/Associazione elettrotecnica ed elettronica italiana, in INTEL - Fiera di Milano, 1983
- "La terza generazione del parabancario", in "Cà de Sass", Cariplo, Dicembre 1987
- "Conferenza sui servizi", Comune di Crema, Aprile/Dicembre 1989, I e II Volume, a cura di Giancarlo Pallavicini, Referente Scientifico, "CREA"-Università Bocconi
- "Impresa ed ecologia: un rapporto fondato sull'etica", CIS-Centro Studi d'Impresa, Valmadrera, 1990
- "L'impresa e i mercati esteri: l'URSS", CIS-Centro Studi d'Impresa, Valmadrera, 1990
- "Pensando ad un amico: Nikolaj Samveljan", Myr Cultura, Mosca, 1992
- "Fondamenti moderni di sviluppo economico: la Russia oggi", RIA, Mosca, 1994
- "Economia e tutela dell'ambiente", in "Il Suono e la Parola", Rotary Club International Milano San Siro, 1996, da pag.97
- "La teorizzazione dei cicli lunghi dell'economia, secondo Kondratiev, e l'informatica e la comunicazione", in "Universalità dei media, diversità di culture e di valori, unità dell'uomo", Accademia di Studi Mediterranei, Agrigento, 1996
- "La natura, come espressione del sacro, ispira la sapienza di un limite all'agire umano?", in "Il Sacro e la Natura", Accademia di Studi Mediterranei, Agrigento, 1997
- "I limiti ambientali dell'agire economico", in ONU/Unesco, Terzo Congresso Mondiale Zeri, Jakarta, 1997
- "La nuova era globale suggerisce una verifica dell'economia e della finanza nella dottrina e nella prassi", Fondazione Vaticana Centesimus Annus-Pro Pontificie, Convegno internazionale "Etica e Finanza", Città del Vaticano, 2000
- "Sirven nuevos mensajes y reglas a la globalizacion", in III Encuentro Internacional de economistas, "Globalizacion y problemas del desarrollo", La Habana, 2000
- "The limits of the Russian way to the market and of globalization of the economy", in "Return of Pitirim Sorokin", Edited by S.Kravchenko and N.Pokrovsky, Mosca, 2001, da pag.194
- "Nuove modalità di valutazione degli interventi sui beni culturali", in "Le ville di delizia della provincia milanese: problematiche di riutilizzo e di gestione a confronto", Ministero dei beni e delle attività culturali e del turismo/Provincia di Milano/Università internazionale del secondo rinascimento, Spirali, 2003
- "Libertà e Responsabilità: un paradigma strategico nell'era globale", in "Evoluzione e prospettive delle trasformazioni sociali", V Conferenza Scientifica Internazionale Kondratiev, San Pietroburgo, 2004
- "Crisi finanziaria ed economia reale: le previsioni mancate e le prospettive", Centro Studi Michea/Associazione Progetto Polesine, Rovigo, 2008
- "Crisi finanziaria ed economia reale: le previsioni mancate e le prospettive in un diverso capitalismo, Centro Studi Michea, Lonato, 2009
- "A review of current economic and financial doctrine and pratice", Shiller Institute Conference, "Rebuilding the World Economy after the Sistemic Crisis", Frankfurt area, 21,22 February 2009
- "Fondazioni bancarie", in "Enciclopedia Treccani", 2013
- "L'economia libera, ma responsabile e i primi fondamenti della responsabilità sociale d'impresa, avviati nel 1961 col "Metodo della scomposizione dei parametri" di Giancarlo Pallavicini, e la concreta applicazione nell'Economia di Comunione", ideata da Chiara Lubich con la spiritualità del Movimento dei Focolari da Lei fondato a Trento nel 1943, nelle connessioni con la Politica Economica", Università degli studi Link Campus University, Giornata in celebrazione dei 70 anni del Codice di Camaldoli, Roma, 20 settembre 2013
- "Crisi finanziaria ed economia reale: quali prospettive per il futuro? Decrescita felice o crescita virtuosa: due facce della stessa medaglia", Centro Studi Michea, Università di Padova, 4 dicembre 2013
- "Fra timori e speranze nello scenario dell'atteso sviluppo", in "Nuovo modello di crescita tra crisi finanziaria ed economia reale", Centro Studi Michea, Rovigo, 5 dicembre 2013
- "Europa e banche, un tuffo nella realtà", in "In difesa dell'Europa decadente", Fondazione Link Campus, Eurilink Edizioni, Roma, 2014, da pag. 95
- "Il Pane: Cibo eletto e simbolo di civiltà", in "La Civiltà del Pane", Atti Convegno internazionale verso Expo 2015, da Pag. 1.923, Università Cattolica del Sacro Cuore - Centro Studi Longobardi, Brescia, 1/6 dicembre 2014, presentati dal Parlamento Europeo nella Giornata dell'Europa, Auditorium Expo Milano 2015, 9 maggio 2015, da pag. 1157
- "Etica in Azienda e nei Valori Sociali", 1.a Giornata Economico - Giuridica, Istituto Superiore Redi, Montepulciano, 10 marzo 2016
- "Nuovi scenari socio-culturali e sfide globali", in "Educazione e Sviluppo per la pace tra i popoli", in Convegno di studio nel 50° dell'Enciclica Populorum Progressio e nel 60° del Trattato di Roma, Università del Sacro Cuore, Brescia, 23/25 Marzo 2017
- "Economia libera, ma socialmente responsabile e inclusiva nel futuro che avanza", Fondazione Centesimus Annus Pro Pontifice, Convegno Aderenti Italiani, Torino, Palazzo Barolo, 23 Settembre 2017
- "Altre opere e contributi a riviste universitarie e tecniche e oltre mille articoli su quotidiani economici, anche come editorialista de "Il Sole"/"Il Sole 24 Ore", talvolta firmati con gli pseudonimi: G.C.P.; P.Vicini; Gianni Villapaci, in Archivi di redazione e "Who's Who in Italy"-Gold Edition, 2008 e annate successive; "Chi Scrive", Collana personalità, Editrice IGAP, Milano, 1966; "Lui chi è", Editrice Torinese, Torino, anni 1970.